# Wikimedia Commons
Wikimedia Commons este o arhivă centralizată pentru imagini, muzică, clipuri muzicale și, posibil, texte și texte audio folosite în paginile oricărui proiect Wikimedia. A fost lansat la 7 septembrie 2004.
Fișierele prezente pe Commons pot fi integrate în orice proiect al Wikimedia.

## Motive
Înainte, fiecare dintre multele proiecte Wikimedia -- fiecare Wikipedie și Wikționar, fiecare Wikimanuale, Wikisource și Wikicitat -- foloseau propria lor bază de imagini. Nu exista o modalitate performantă de a trimite către imagini din alte proiecte. Multe fișiere folositoare trimise pe o wiki puteau să treacă neobservate pe alta. În plus, modalitatea de a introduce fișierele pe fiecare wiki era greoaie și necesita un surplus de întreținere.

## Fișiere[1]
- 30 noiembrie 2006, 1 milion de fișiere.
- 9 octombrie 2007, 2 milioane de fișiere.
- 16 iulie 2008, 3 milioane de fișiere.
- 4 martie 2009, 4 milioane de fișiere.
- 2 septembrie 2009, 5 milioane de fișiere.
- 27 ianuarie 2010, 1 milion de utilizatori înregistrați și 8 milioane de pagini.
- 31 ianuarie 2010, 6 milioane de fișiere
- 17 iulie 2010, 7 milioane de fișiere
- 1 ianuarie 2011, 8 milioane de fișiere
- 23 februarie 2011, 9 milioane de fișiere
- 15 aprilie 2011, 10 milioane de fișiere
- 4 decembrie 2012, 15 milioane de fișiere
- 25 ianuarie 2014, 20 milioane de fișiere
- 11 martie 2015, 25 milioane de fișiere
- 7 octombrie 2018, 50 milioane de fișiere
- 16 noiembrie 2023, 100 milioane de fișiere

## Calitate
Site-ul are trei mecanisme de recunoaștere a fișierelor de calitate. Primul este Imagini excelente unde utilizatorii nominalizează și votează pro sau contra acordării statutului. Altă metodă este, Imagini de calitate,
înființată în iunie 2006, și are un proces de nominalizare mai simplu față de „Imagini excelente”. La „magini de calitate” sunt acceptate numai fișiere create de utilizatorii Wikimedia, pe când Imagini excelente acceptă nominalizarea lucrărilor ale unor terțe părți ca NASA. Un al treilea proiect de recunoaștere, cunoscut ca Imagini valoroase, fondat pe 1 iunie 2008 cu scopul recunoașterii „celor mai importante ilustrații din domeniul lor”, spre deorsebire de celelalte două proiecte care evaluează imaginile din punct de vedere al calităților tehnice.
Ediția inaugurală a concursului „Imaginea anului” a fost cea din 2006. Au fost eligibile toate imaginile care erau de calitate în anul 2006, și utilizatorii Wikimedia au votat în două runde. Imaginea câștigătoare reprezintă o auroră boreală peste târâmuri înghețate, care a fost fotografiată de un membru al forțelor aeriene din SUA.
De atunci, competiția s-a ținut anual: 2006, 2007, 2008, 2009 și 2010.

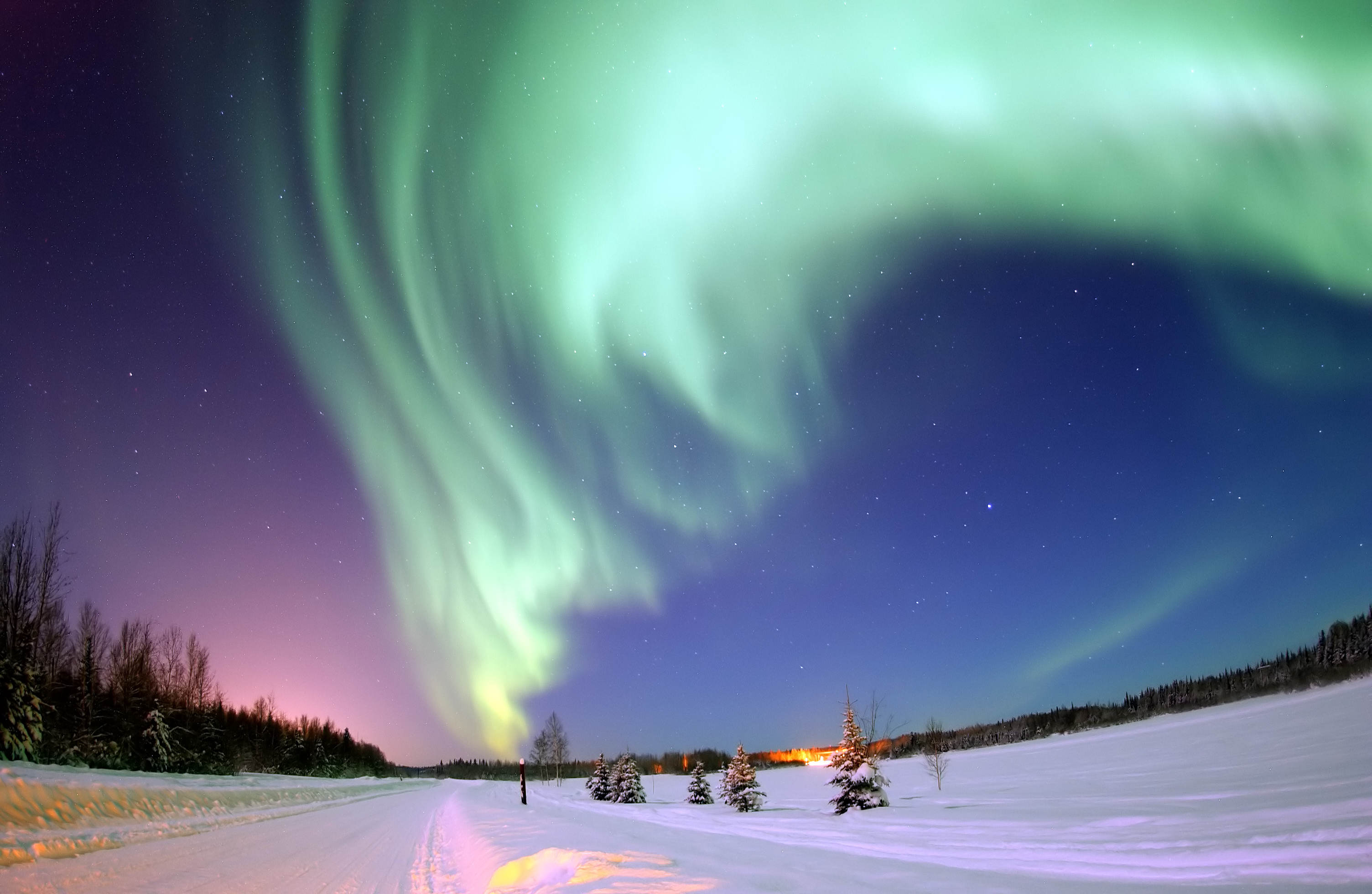
Aurora boreala straluceste deasupra lacului Ursului, Imaginea anului 2006.
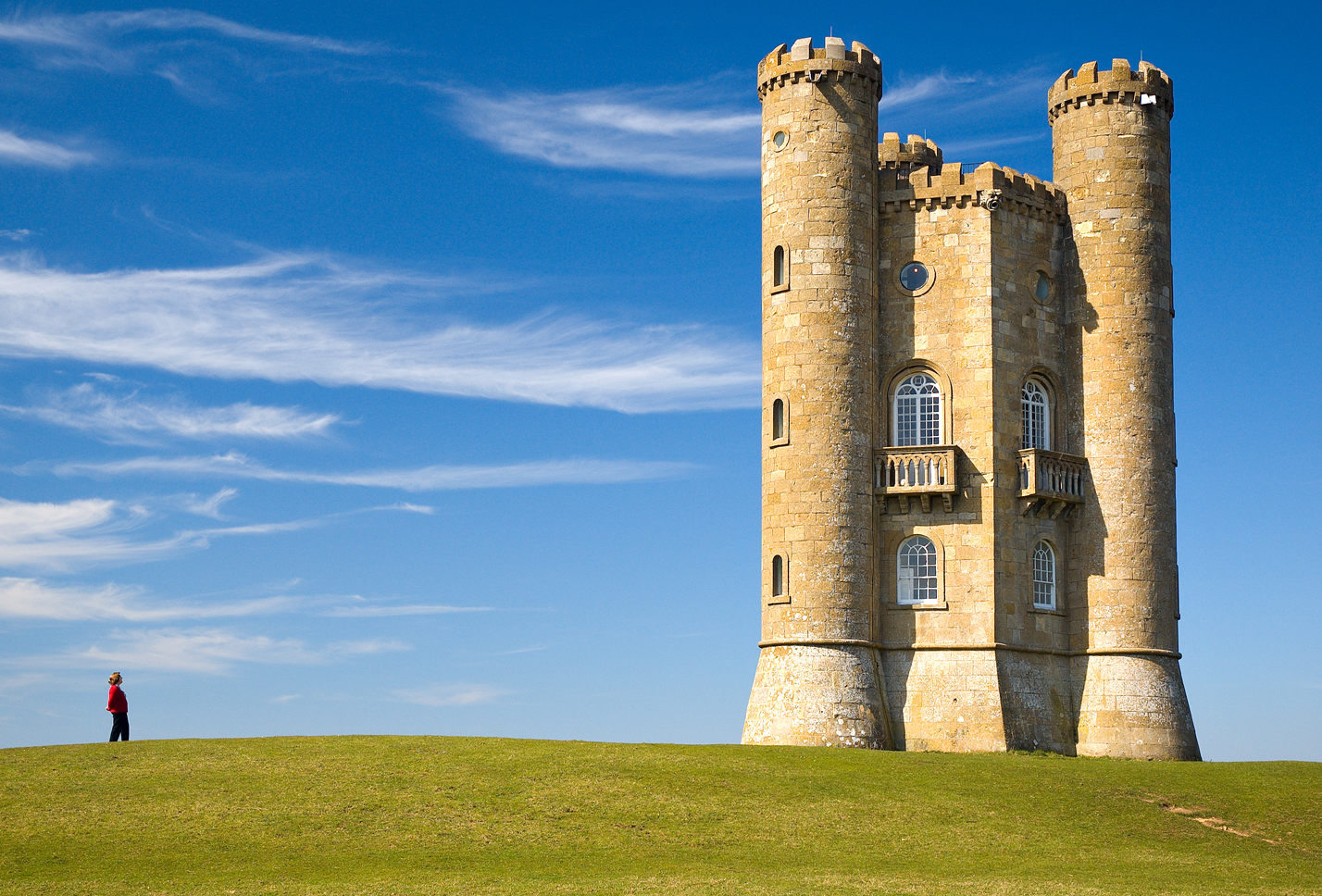
Turnul Broadway, Cotswolds, Anglia, Imaginea anului 2007.
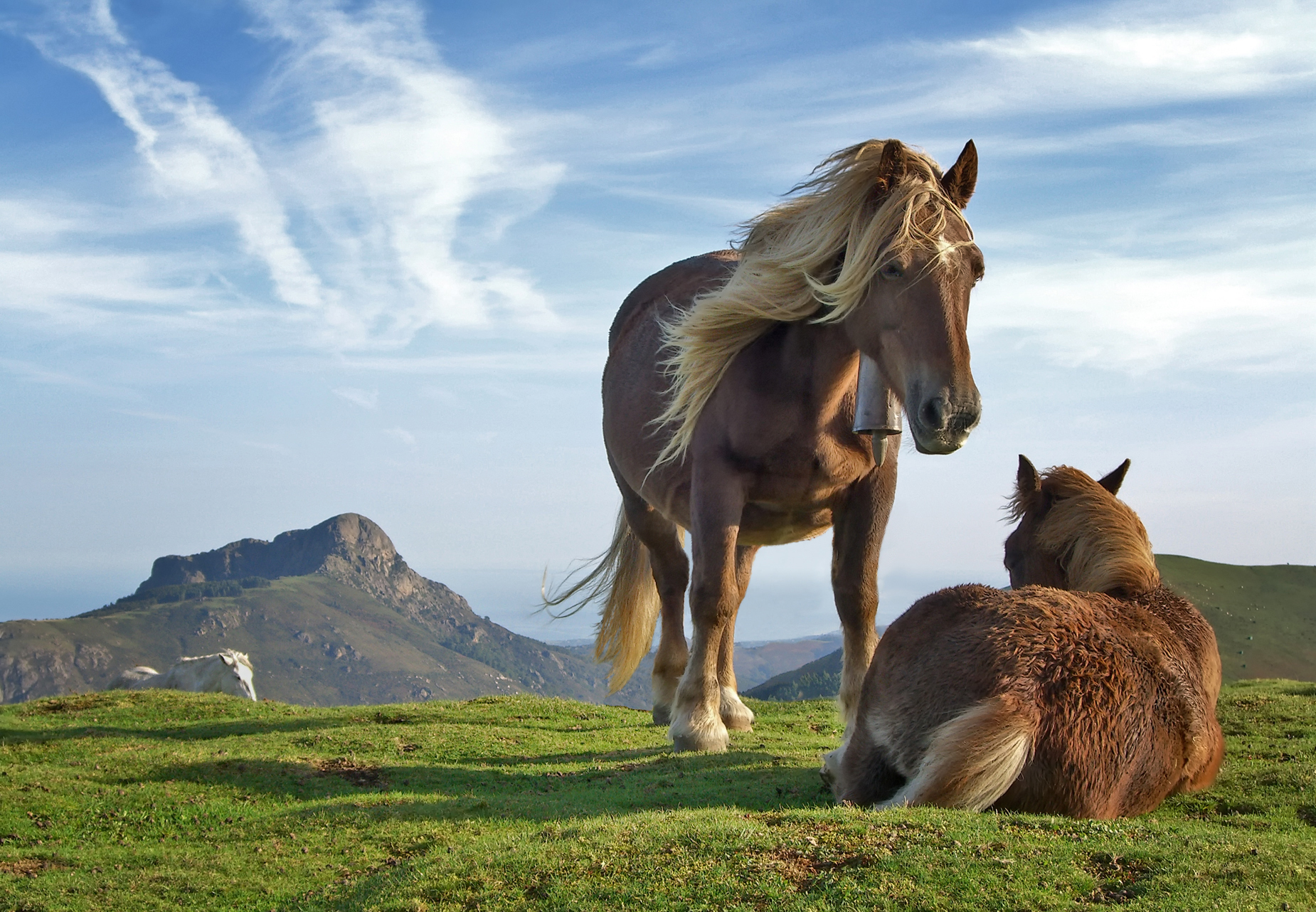
Cai pe muntele Bianditz, în Navarra, Spania, Imaginea anului 2008.
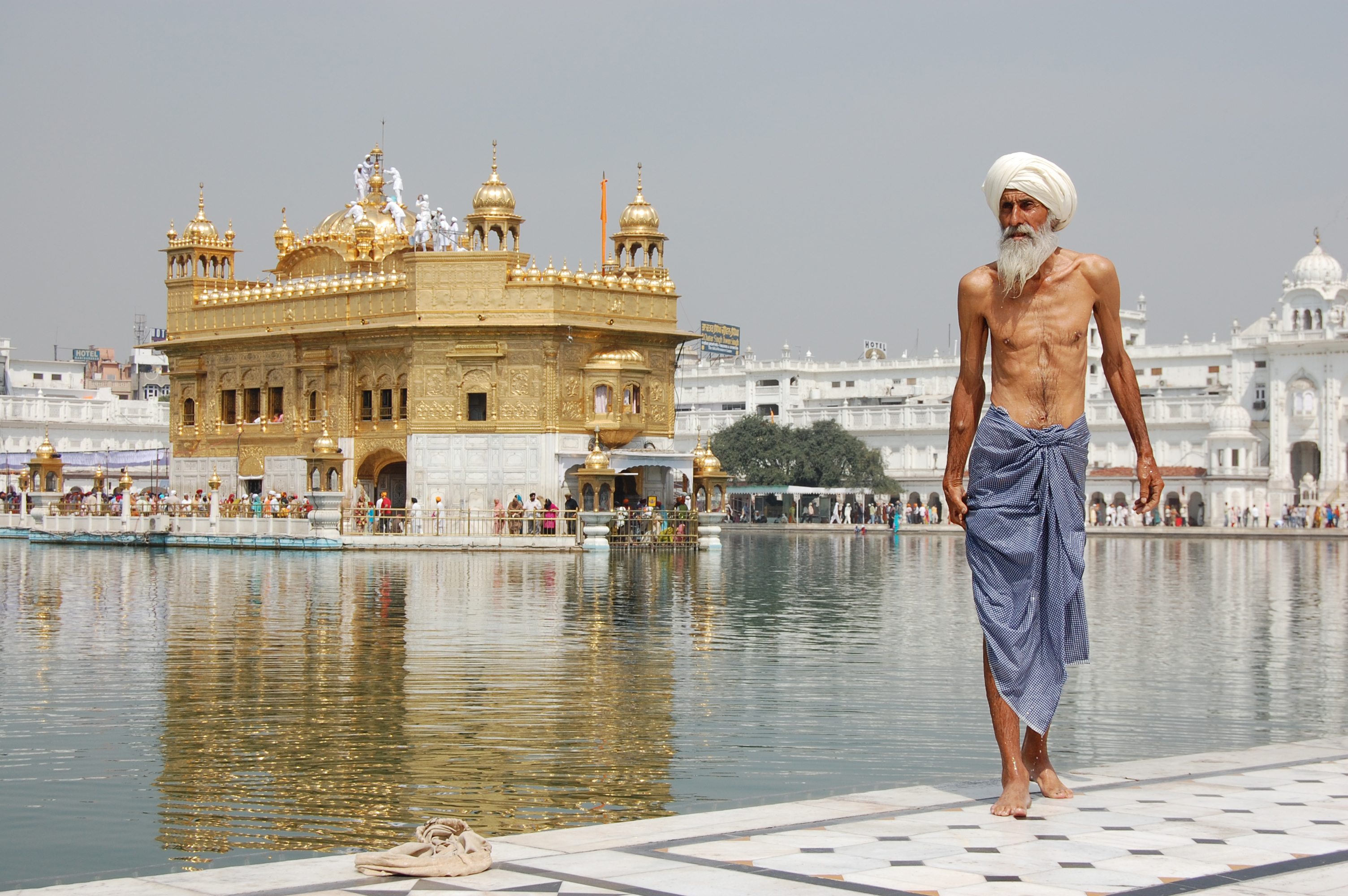
Pelerin sikh la Templul de aur în Amritsar, India, Imaginea anului 2009.
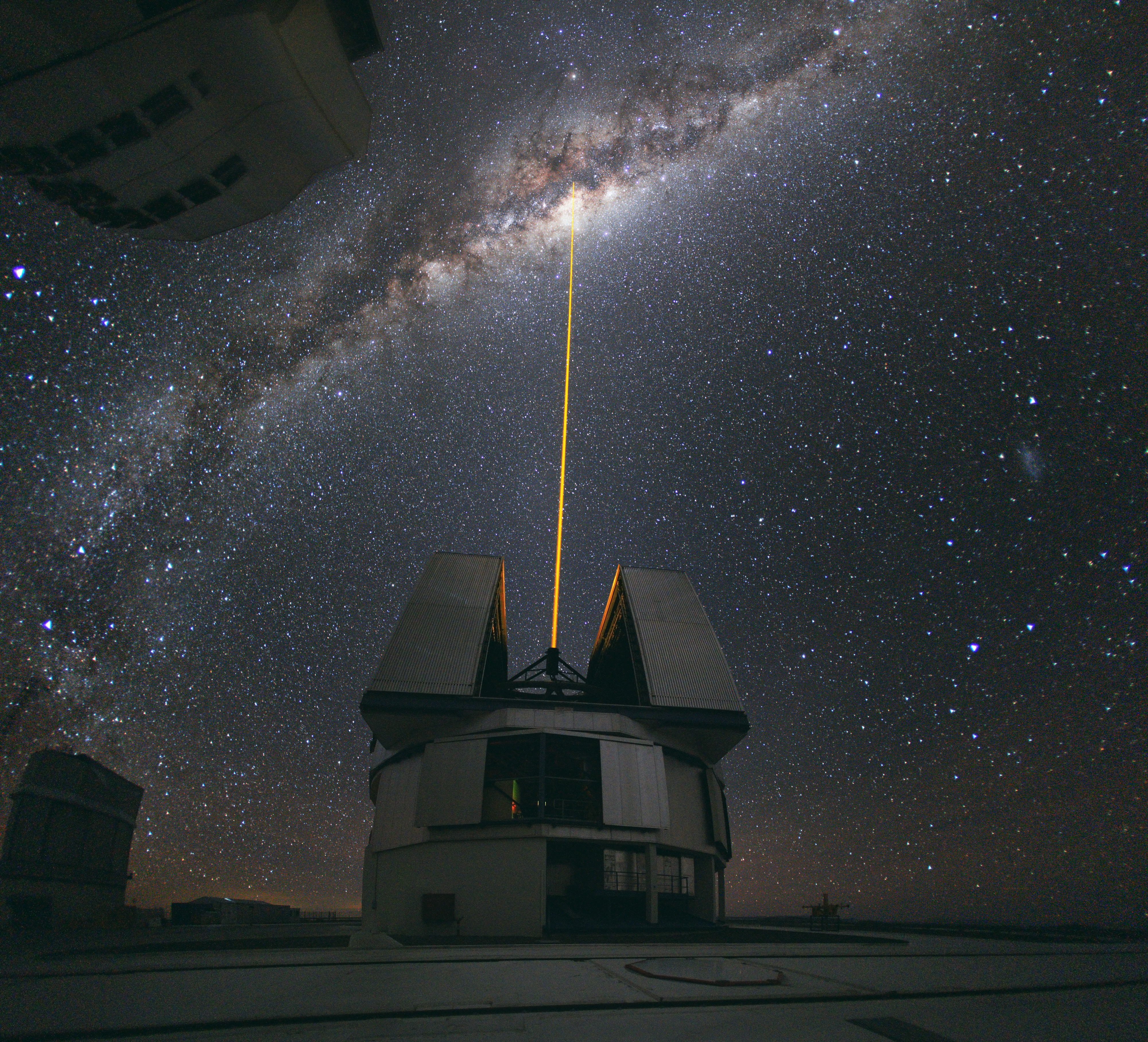
Laser spre Calea Lactee, Imaginea anului 2010.